# Redpoint
Redpoint (en gaèlic escocès:An Rubha Dearg) és un petit assentament al nord-oest dels Highlands, Escòcia. Pren el seu nom de Red Point, un baix promontori cap al sud, que marca un gir a la costa d'orientació oest a sud-est, ja que es converteix en Loch Torridon.
Redpoint es troba a uns 10 milles (16 km) al sud-oest de Gairloch, al final de la carretera B8056. Un camí que surt de la carretera condueix a un mirador des del qual és possible (en un dia clar) veure gairebé tota la costa oriental de l'Illa de Skye.
Els pobles de South Erradale, Opinen i Port Henderson són el nord per la carretera de la costa B8056.